# Mouvement résilient uni de Saint-Martin
Le Mouvement résilient uni de Saint-Martin (en anglais : Unified Resilient St. Maarten Movement ; abrégé en URSM) est un parti politique de la partie néerlandaise de l'île de Saint-Martin.

## Histoire
Le parti est fondé le 10 octobre 2021 par Luc Mercelina, alors député aux États pour le Parti populaire uni. Le parti participe aux élections législatives de 2024 à l'issue desquelles il remporte deux sièges. Il conclut un accord de coalition avec le Parti démocrate, le Parti pour le progrès et le parti Nation opportunité richesse, qui désigne Mercelina comme nouveau Premier ministre,.
Le gouvernement formé est cependant mis en minorité le 20 mai 2024 à la suite de la défection d'un député de NOW, seulement dix-sept jours après son entrée en fonction. Confronté à cette situation, Luc Mercelina annonce le lendemain avoir demandé au gouverneur de dissoudre l'Assemblée et convoque des élections anticipées pour le 19 août. À la suite du scrutin l'URSM remporte un troisième siège et Mercelina est reconduit dans ses fonctions en formant un nouveau gouvernement de coalition le 22 août,.

## Résultats électoraux
| Année   | Chef          | Voix  | %     | Sièges | +/– | Gouvernement |
| ------- | ------------- | ----- | ----- | ------ | --- | ------------ |
| 01/2024 | Luc Mercelina | 2 028 | 14,04 | 2 / 15 | Nv  | Coalition    |
| 08/2024 | Luc Mercelina | 2 230 | 16,53 | 3 / 15 | 1   | Coalition    |